# Тіфариті
Тіфариті (араб. تيفاريتي, ісп. Tifariti, також ісп. Tifarita) — місто-оаза у східній частині Західної Сахари. Де-факто столиця Сахарської Арабської Демократичної Республіки (САДР). Вважається урядом Марокко територією цієї країни. Населення міста становить близько 3 тис. осіб.
Є центром північної частини Вільної зони, контрольованої силами ПОЛІСАРІО. 
Розташоване на схід від Марокканської стіни та за 15 кілометрів на північ від мавританського кордону. Знаходиться між містом Ес-Семара (177 км), великим релігійним центром, заснованим шейхом Ма аль-Айніном, і алжирським містом Тіндуф (320 км), в околицях якого розташовані чотири табори біженців із Західної Сахари. У Тіфариті є урядовий квартал з будівлею парламенту, мечеть, школа, шпиталь і музей.